# Ichneumon ruttneri
Ichneumon ruttneri är en stekelart som beskrevs av Heinrich 1944. Ichneumon ruttneri ingår i släktet Ichneumon och familjen brokparasitsteklar. Inga underarter finns listade i Catalogue of Life.